# Der Sex Pakt
Der Sex Pakt (Originaltitel: Blockers) ist eine US-amerikanische Filmkomödie aus dem Jahr 2018. Sie ist das Regiedebüt der Drehbuchautorin Kay Cannon, die unter anderem die Drehbücher der Pitch-Perfect-Filme verfasste. Die Hauptrollen der Produktion werden von Leslie Mann, Ike Barinholtz und John Cena gespielt.
Der Originaltitel Blockers bezieht sich auf das englische Wort cockblocker (wörtlich übersetzt Schwanzblockierer), das eine Person bezeichnet, die andere durch eine Aktion mit Absicht oder versehentlich daran hindert, Sex zu haben. Auf dem Filmplakat ist aus diesem Grund ein Hahn (englisch cock) abgebildet.
Der Film spielte bei Produktionskosten von 21 Millionen Dollar weltweit knapp 94 Millionen Dollar an den Kinokassen ein.
Der Sex Pakt wurde am 10. März 2018 auf dem Filmfestival South by Southwest uraufgeführt und kam am 6. April desselben Jahres in die US-amerikanischen Kinos. In Deutschland war der Film sechs Tage später, am 12. April, erstmals im Kino zu sehen.

## Handlung
Die fünfjährige Julie freundet sich an ihrem ersten Tag in der Grundschule schnell mit zwei weiteren Mädchen, Kayla und Sam, an. Julies alleinerziehende Mutter Lisa macht bald Bekanntschaft mit Mitchell und Hunter, den Vätern der anderen Mädchen. Die Erwachsenen werden wie ihre Kinder ebenfalls gute Freunde.
Zwölf Jahre später stehen die drei Freundinnen vor ihrem Abschluss an der High School. Am Tag des Proms schließen die drei eine Art Pakt: Sie wollen an diesem Abend ihre Jungfräulichkeit verlieren. Julie möchte sich von ihrem Freund Austin entjungfern lassen. Kayla hat zwar keinen festen Freund, plant aber, mit Connor, ihrem Partner aus dem Chemieunterricht, der nebenbei Drogen herstellt, ebenfalls zum ersten Mal Sex zu haben. Sam macht ebenfalls mit, obwohl sie lesbisch ist und noch kein Coming-out hatte, da die drei Freundinnen auf verschiedene Colleges gehen werden und sie deswegen hofft, dass die Freundschaft durch das gemeinsame Erlebnis bestehen bleiben wird. Als Partner sucht sie sich den etwas unscheinbaren Chad aus, der stets einen Fedora trägt.
Lisa veranstaltet vor dem Ball für die Schüler und Eltern des Abschlussjahrgangs in ihrem Haus eine Feier. Mitchell merkt an, dass sie in letzter Zeit den Kontakt zu ihm abgebrochen hat. Hunter, der von den anderen Eltern geächtet wird, da er eine Affäre hatte und von Sams Mutter Brenda geschieden ist, kommt uneingeladen zu Lisas Haus und lässt die drei Mädchen in einer Stretch-Limousine zu ihrem Ball fahren. Als Lisa und Mitchell auf Julies Laptop Textnachrichten finden, können sie diese nicht deuten, da sie nur aus Emojis bestehen. Hunter hilft ihnen dabei, diese zu entschlüsseln, wodurch die Eltern von dem Pakt erfahren. Entsetzt wollen Lisa und Mitchell ihre Töchter von dem Vorhaben abbringen. Hunter begleitet die beiden auf den Abschlussball, obwohl er ihre Befürchtungen nicht nachvollziehen kann, da er Sams Homosexualität erahnt und sich daher keine Sorgen um seine Tochter macht. Als er aber in der Schule sieht, wie sich Sam sichtlich zu einem Kuss mit Chad zwingen muss, unterstützt er Lisa und Mitchell.
Die Kinder und ihre Verabredungen verlassen den Ball, um auf eine After-Party zu gehen. Daraufhin fahren Lisa, Mitchell und Hunter zu Austins Haus, da sie dort stattfinden soll. Stattdessen erwischen sie Austins Eltern Ron und Cathy in flagranti. Ron verrät ihnen, dass die After-Party an einem Seehaus abgehalten wird, weigert sich aber, ihnen die Adresse zu geben. Deshalb begeben sie sich zu Mitchells Ehefrau Marcie. Diese kennt zwar den Ort der Party, nennt ihn aber ebenfalls nicht, da sie den Plan der Jugendlichen im Gegensatz zu ihrem Ehemann nicht kritisch sieht. Mitchell gelingt es schließlich, seine Frau abzulenken, wodurch die Eltern die Adresse herausfinden. Allerdings wird die After-Party von der Polizei aufgelöst, weswegen die Jugendlichen mit der Limousine vor den Ordnungskräften flüchten.
Während der Verfolgungsfahrt tauschen sich die Eltern über ihre Beweggründe aus: Mitchell ist überbehütend und sieht in Connor eine Gefahr für Kayla, die er mit allen Mitteln beschützen will, Hunter hat Schuldgefühle, da er Sam während der Trennung von Brenda vernachlässigt hat und sie davor bewahren möchte, etwas zu tun, was sie nicht wirklich will. Lisa ist traurig, da Julie mit Austin auf die weit entfernte UCLA gehen und sie somit allein sein wird. Aus diesem Grund ruft Lisa ihre Tochter an, wobei es zu einem heftigen Streit kommt, während dem Julie zugibt, dass sie sich so weit weg wie möglich von Lisa entfernen will.
Die Eltern haben kurz darauf einen Autounfall, wobei ihr Fahrzeug stark beschädigt wird und somit nicht mehr fahrtauglich ist. Sie lassen sich erneut zu Austins Haus bringen und planen, das Mobiltelefon von Austins Eltern zu entwenden und so herauszufinden, wo sich die Mädchen gerade aufhalten. Mitchell schleicht sich ins Haus und platzt in ein erotisches Spiel, das Ron und Cathy mit verbundenen Augen spielen. Mitchell droht entdeckt zu werden, jedoch kommt ihm Hunter rechtzeitig zu Hilfe, die Eltern finden schließlich heraus, dass das nächste Ziel der Jugendlichen ein Hotel ist.
Dort ist Sam bereits betrunken, entscheidet sich aber schließlich gegen Sex mit Chad. Stattdessen willigt sie ein, ihn manuell zu befriedigen, wobei er vorzeitig ejakuliert. Kayla gestaltet für Austin und Julie in deren Zimmer ein romantisches Ambiente, bevor sie sich auf den Geschlechtsverkehr mit Connor vorbereitet. Allerdings ändert sie ihre Meinung und möchte Connor besser kennenlernen, bevor sie mit ihm schläft. Die beiden einigen sich darauf, den Sex zu verschieben, Kayla erlaubt es ihm dafür, sie oral zu befriedigen.
Die Eltern kommen schließlich im Hotel an. Mitchell findet seine Tochter und wirft Connor gewaltsam aus dem Zimmer, was Kayla zunächst verärgert. Die beiden sprechen sich aus, Kayla dankt ihm für seine guten Absichten und kann ihren Vater davon überzeugen, dass sie nun erwachsen ist und selbständig Entscheidungen treffen kann, was Mitchell nach einigem Zögern auch akzeptiert. Sam will zunächst nicht mit ihrem Vater sprechen, als Hunter sich bei ihr für seine häufige Abwesenheit der letzten Jahre entschuldigt, versöhnen sich die beiden. Danach outet sie sich vor ihm, was ihn sehr berührt, da sie es zuerst ihm und nicht ihrer Mutter gesagt hat. Lisa schleicht sich heimlich in Austins Zimmer, wo sie sich unter dem Bett versteckt. Als sie sieht, wie glücklich Julie mit ihrem Freund ist, geht sie unbemerkt, während die beiden Sex haben.
In der Lobby tanzen Julie, Kayla und Sam gemeinsam. Julie erzählt ihren Freundinnen, dass ihr erstes Mal zwar schnell vorbei und unangenehm war, ihr aber dennoch gefallen hat. Als Sam ihren Schwarm Angelica sieht, outet sie sich gegenüber ihren Freundinnen, die sehr positiv auf ihr Geständnis reagieren. Sie lassen die beiden allein, Sam und Angelica gestehen sich ihre Gefühle füreinander und küssen sich.
An der Hotelbar gesteht Lisa Mitchell, dass sie sich von ihm abgewandt hat, da ihre gemeinsame Freundschaft sie an Julies Kindheit erinnert hat, die nun vorbei ist, was sie nur schwer verkraften konnte. Sie verspricht Mitchell, wieder mehr Zeit mit ihm zu verbringen. Als sich Hunter verabschieden und gehen will, bitten ihn die beiden, noch zu bleiben und lassen ihre Freundschaft zu ihm wieder aufleben.
Drei Monate später begleiten Kayla, Sam und Connor Julie nach Kalifornien. Als die drei bereits weggefahren sind, merkt Lisa, dass sie in die WhatsApp-Gruppe der Jugendlichen hinzugefügt wurde. Dort schreiben die Mädchen, dass sie während ihrer Reise Marihuana und Kokain konsumieren und nicht verhüten werden. Sofort wollen sich Lisa, Mitchell und Hunter auf den Weg machen, um ihre Kinder aufzuhalten, als diese eine Textnachricht schreiben und ihre Eltern aufklären, dass diese Nachrichten nur ein Scherz waren.
In einer Post-Credit-Szene spielen Mitchell und Marcie bei sich zu Hause dasselbe erotische Spiel wie Ron und Cathy. Während ihres Spiels betritt Kayla nichtsahnend das Zimmer und reagiert auf den Anblick ihrer Eltern schockiert, was diese wiederum ebenfalls schockiert.

## Rezeption

### Kritik
In der Internet Movie Database (IMDb) erhielt der Film eine Bewertung von 6,2 aus zehn Sternen basierend auf 53304 abgegebenen Stimmen. Bei Rotten Tomatoes erzielte die Produktion bei den Kritikern eine Bewertung von 83 Prozent, bei den Zuschauern einen Wert von 50 Prozent. Die Kritikerwertung auf Metacritic beträgt 69 aus 100, die Wertung der Zuschauer 6,1 aus 10.

„Die Prämisse von Der Sex Pakt ist denkbar simpel – und führt zu einem Mix aus Coming of Age, Slapstick und Gross-out. In manchen Passagen ist der Film fraglos zu dämlich-albern, um noch als gute Unterhaltung durchzugehen; dennoch wiederholt er nicht die vielen Fehler, die etliche andere Hollywood-Mainstream-Produktionen begehen.“

Laut Tim Lindemann von Epd Film bemühe sich der Film „im Rahmen seiner Möglichkeiten um ein realistischeres und zugleich freundlicheres Bild von jugendlicher Sexualität, das nicht nur zwischen den Extremen Ekel und kitschiger romantischer Perfektion pendelt“, wie es in vielen vorhergegangenen Filmen des Genres der Fall sei, die zudem hauptsächlich von männlichen Regisseuren inszeniert wurden und in denen Jungen im Mittelpunkt stehen. Auch bemühe sich Kay Cannon um einen „weniger gehässigen Tonfall“, da keiner der Jugendlichen für sein Aussehen oder Vorlieben auf eine derbe Art und Weise verspottet wird, wie das „vielleicht in den Sexkomödien der Jahrtausendwende noch gang und gäbe“ wäre. Dies mache Der Sex Pakt „vielleicht nicht zu einem guten Film, aber zumindest zu einem erfreulichen Beitrag in einem grundsätzlich fragwürdigen Genre“.
Richard Roeper verlieh dem Film in der Chicago Sun-Times zwei von vier Sternen. Er lobte die Darsteller Leslie Mann und Ike Barinholtz, auf deren komödiantisches Talent man sich immer verlassen könne, sowie John Cena, der stets sympathisch und einsatzfreudig agiere. Allerdings werde die Handlung stetig „haarsträubender, dümmer, erniedrigender und Schritt-orientierter“ und somit auch unlustiger.
Adam Graham, ein Redakteur der Detroit News, bezeichnete Der Sex Pakt als „höchst bedenklichen und nicht sehr lustigen“ Film. Er versuche „unbeholfen, Ekel-Gags mit zärtlichen, wohlig warmen Momenten auszugleichen“. Dies sei eine schwere Aufgabe, die der Film nicht bewältigen könne.
Ann Hornaday schrieb in der The Washington Post, dass die tieferliegenden Werte des Films „erfrischend gesund und stärkend“ seien. Dies werde nicht nur in einer „flammenden“ Rede von Kaylas Mutter über die Doppelmoral im Bezug auf die Überwachung weiblicher Sexualität, sondern auch durch die weiblichen Hauptfiguren selbst verdeutlicht.

### Nominierungen
Im Jahr 2018 war der Film in den Kategorien Beste Filmkomödie und Bester Hauptdarsteller in einer Filmkomödie (für John Cena) für einen People’s Choice Award nominiert. Die Regisseurin Kay Cannon wurde auf dem Filmfestival South by Southwest für ihre Regie für den Gamechanger Award nominiert. Im Jahr 2019 wurde der Film für einen GLAAD Media Award in der Kategorie Outstanding Film – Wide Release nominiert.

## Synchronisation
Die deutschsprachige Synchronisation wurde bei der Film- & Fernseh-Synchron nach einem Dialogbuch von und unter der Dialogregie von Nana Spier erstellt.
| Rolle            | Darsteller            | Synchronsprecher    |
| ---------------- | --------------------- | ------------------- |
| Lisa Decker      | Leslie Mann           | Bianca Krahl        |
| Hunter           | Ike Barinholtz        | Sascha Rotermund    |
| Mitchell Mannes  | John Cena             | Dennis Schmidt-Foß  |
| Julie Decker     | Kathryn Newton        | Lina Rabea Mohr     |
| Kayla Mannes     | Geraldine Viswanathan | Maximiliane Häcke   |
| Kayla (5 Jahre)  | Noor Anna Maher       | Magdalena Montasser |
| Kayla (12 Jahre) | Anjal Jain            | Magdalena Montasser |
| Sam              | Gideon Adlon          | Victoria Frenz      |
| Sam (5 Jahre)    | Hannah Goergen        | Frieda Rudolph      |
| Austin           | Graham Phillips       | Patrick Keller      |
| Connor Aldrich   | Miles Robbins         | Amadeus Strobl      |
| Chad             | Jimmy Bellinger       | Sebastian Fitzner   |
| Brenda           | June Diane Raphael    | Christin Marquitan  |
| Frank            | Hannibal Buress       | Tommy Morgenstern   |
| Marcie Mannes    | Sarayu Blue           | Elisabeth Günther   |
| Ron              | Gary Cole             | Oliver Siebeck      |
| Cathy            | Gina Gershon          | Anke Reitzenstein   |
| Angelica         | Ramona Young          | Laurine Betz        |
| Jayden           | T. C. Carter          | Sebastian Kluckert  |